# Mikrobiel måtte
 For alternative betydninger, se Måtte (flertydig). (Se også artikler, som begynder med Måtte)
En mikrobiel måtte er en flerlagsflade af mikroorganismer (mikrober), som hovedsageligt kan bestå af bakterier eller arkæer.
Mikrobielle måtter vokser ved grænsefladen mellem forskellige typer af materialer, mest oversvømmede eller fugtige overflader, men nogle få overlever i ørkener. Mikrobielle måtter koloniserer miljøer med temperaturer fra –40 °C til 120 °C. Nogle få forefindes som endosymbionter i dyr.
Fossilerede mikrobielle måtter kaldes stromatolitter.